# Progetto GNOME
Il progetto GNOME è una comunità internazionale che riunisce aziende, volontari, professionisti e organizzazioni non a scopo di lucro di tutto il mondo la cui attività principale è lo sviluppo dell'ambiente desktop GNOME e della piattaforma software su cui si basa. È composta da tutti gli sviluppatori di software, gli artisti, i traduttori, gli altri collaboratori e gli utenti attivi di GNOME. Fa parte del progetto GNU.

## GNOME Foundation
La GNOME Foundation è una fondazione istituita nell'agosto del 2000 per occuparsi delle attività amministrative e per fungere da punto di contatto per le aziende interessate allo sviluppo di GNOME. Sebbene non sia direttamente coinvolta nelle decisioni tecniche, la Fondazione coordina i rilasci e decide quali progetti faranno parte di GNOME. L'adesione è aperta a chiunque abbia dato un contributo non banale al progetto. I membri della Fondazione eleggono un consiglio di amministrazione ogni novembre e i candidati alle cariche devono essere membri stessi.

## Programmi ed eventi
Il Progetto GNOME ospita diversi programmi ed eventi della comunità. La riunione principale dei contributori di GNOME è la GNOME Users And Developers European Conference (GUADEC), una conferenza annuale in cui viene discusso lo sviluppo di GNOME. L'idea di organizzare GUADEC è emersa durante l'incontro tra sviluppatori e utenti di GNOME di Parigi del 1998. Esiste anche una conferenza asiatica annuale chiamata GNOME.Asia.  GNOME ha anche partecipato al Desktop Summit, una conferenza congiunta organizzata dalle comunità di GNOME e KDE che si è tenuta in Europa nel 2009 e nel 2011. 
Tra i programmi comunitari del progetto c'è Outreachy, istituito con l'obiettivo di aumentare la partecipazione delle donne e migliorare le risorse a disposizione di tutti i nuovi arrivati per essere coinvolti in GNOME. 

## Collaborazione con altri progetti
Il Progetto GNOME collabora attivamente con altri progetti di software libero. Le precedenti attività di collaborazione erano organizzate di volta in volta.  Per aumentare la collaborazione nel 2000 è stato istituito il progetto freedesktop.org.

## Obiettivi
Le caratteristiche del progetto sono:
- Indipendenza: il consiglio di amministrazione è eletto democraticamente e le decisioni tecniche vengono prese dagli ingegneri che svolgono il lavoro; dall'inizio del progetto dipendenti di oltre cento aziende hanno contribuito allo sviluppo.
- Libertà: l'infrastruttura di sviluppo e i canali di comunicazione sono pubblici, il codice può essere scaricato, modificato e condiviso liberamente e tutti i contributori hanno gli stessi diritti.
- Connettività: il progetto è una parte importante dell'ecosistema del software libero e collabora con altri progetti liberi per creare soluzioni di alta qualità che abbracciano l'intero spettro del software.
- Essere centrato sulle persone: il progetto pone enfasi sull'accessibilità e sulla localizzazione. Il software è tradotto in 192 lingue[5] ed viene rilasciato con funzionalità di accessibilità: può essere usato da chiunque, indipendentemente dalla lingua che parla o dalle sue capacità fisiche.